# Dinner Music
Albums de Carla Bley
Tropic Appetites
(1974) European Tour 1977
(1978)
Dinner Music est un album de la pianiste et compositrice de jazz américaine Carla Bley, sorti en 1977 chez Watt/ECM.

## À propos de la musique
Cet album est une parodie de muzak. On y entend un tentet composé de musiciens qui accompagneront Bley pour les décennies suivantes.
Bley est le plus souvent à l'orgue, même si on l'entend au piano sur l'introduction de Sing Me Softly of the Blues et au chant sur Dining Alone.
Quelques compositions avaient déjà été enregistrées par d'autres musiciens, en particulier par Art Farmer sur Sing Me Softly Of The Blues (1965), sur lequel, outre le morceau-titre, on peut également entendre Ad Infinitum. Ida Lupino a été enregistré par Paul Bley sur Closer (1966), alors que Dreams So Real a été enregistré en 1976 par Gary Burton sur Dreams So Real - Music Of Carla Bley.

## Liste des pistes
Toute la musique est composée par Carla Bley.
| No | Titre                                             | Durée |
| -- | ------------------------------------------------- | ----- |
| 1. | Sing Me Softly of the Blues                       | 7:43  |
| 2. | Dreams So Real                                    | 5:36  |
| 3. | Ad Infinitum                                      | 5:54  |
| 4. | Dining Alone (paroles de Carla Bley et John Hunt) | 4:36  |
| 5. | Song Sung Long                                    | 6:02  |
| 6. | Ida Lupino                                        | 7:57  |
| 7. | Funnybird Song                                    | 3:05  |
| 8. | A New Hymn                                        | 7:25  |

## Personnel
- Carla Bley : orgue, piano (introduction de Sing Me Softly of the Blues), saxophone ténor (sur Ida Lupino), chant (sur Dining Alone)[5]
- Cornell Dupree : guitare (piste 1 et 7)
- Steve Gadd : batterie
- Eric Gale : guitare (piste 2, 4 et 6)
- Michael Mantler : trompette
- Roswell Rudd : trombone
- Bob Stewart (en) : tuba
- Gordon Stewart (en) : guitare basse
- Richard Tee : piano, piano électrique
- Carlos Ward : saxophone alto et ténor, flûte